# Elektrofil
| Fluor                                  | 3,86 |
| Klor                                   | 3,67 |
| Brom                                   | 3,40 |
| Jod                                    | 3,09 |
| Hipoklorit                             | 2,52 |
| Žveplov dioksid                        | 2,01 |
| Ogljikov disulfid                      | 1,64 |
| Benzen                                 | 1,45 |
| Natrij                                 | 0,88 |
| Nekatere izbrane vrednosti (brez enot) |      |

V organski kemiji je elektrofil reagent, ki ga privlačijo elektroni. Pogosto se elektrofil na kratko označuje z E+ ali El. Elektrofili so pozitivno nabite ali nevtralne zvrsti s prostimi orbitalami, ki privlačijo elektronsko bogat center. Elektrofil sodeluje v kemijski reakciji tako, da sprejme elektronski par, da bi se vezal na nukleofil. Ker elektrofili sprejemajo elektrone, so Lewis kisline (glej teorije kislinsko-bazičnih reakcij). Večina elektrofilov je pozitivno nabitih, ali pa imajo atom, ki nosi pozitivni delni naboj, oziroma atom, ki nima osem elektronov na zunanji lupini.
Elektrofile napadajo elektronsko najgostejši deli nukleofilov. Elektrofili, ki jih pogosto srečujemo v organski sintezi, so kationi, kot sta H+ in NO+, polarizirane nevtralne molekule, kot so HCl, alkil halogenidi, acil halidi in karbonilne spojine, polarizabilne nevtralne molekule, kot sta Cl2 in Br2, oksidanti, kot so organske perkisline, kemijske zvrsti, ki ne izpolnjujejo pravila okteta, kot so karbeni in radikali, ter nekaj Lewisovih kislin, kot sta BH3 in DIBAL.